# Вадстенское кружево

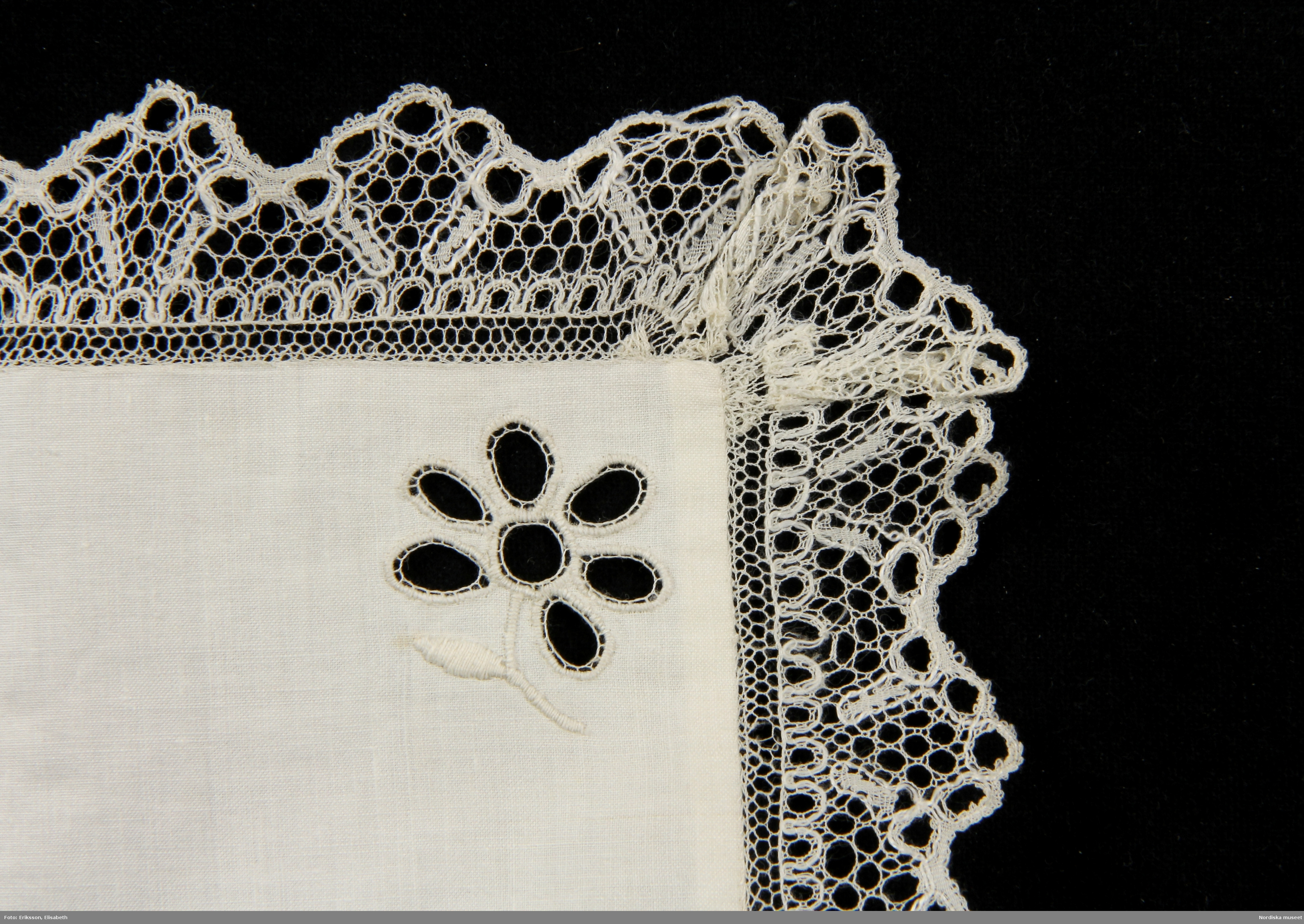
Свободный женский воротник из тонкой белой хлопчатобумажной ткани, окаймленный вадстенским кружевом шириной 3 см.

Вадстенское кружево (швед. Vadstenaspets) — тип коклюшечного кружева из Вадстена (Швеция). 

## История
Кружевоплетение пришло в Вадстену в XV–XVI веках.
Существует легенда, что развитие кружевоплетения связано с именем святой Бригиты из шведского города Вадстена, которая обучала этому ремеслу монахинь.
Кружевные пуговицы впервые упоминаются в судебном протоколе судебной книги 1594 года, где говорится, что у украденной рубашки были застегнуты рукава.
В женском монастыре был устроен пансион (швед. krigsmanshus) в 1662 году  для раненых воинов и членов их семей. Женщины продавали кружево, которое они связали, чтобы получить дополнительный доход. Местные кружевницы также присылали кружевницам из Раумы нити и узоры для кружев.
В Вадстену нитки для кружева привозили из Голландии. В акте осмотра фабрики камерного белья, составленном нотариусом за 1757 год, упоминается, что в воинской комнате спали женщины и дети. 

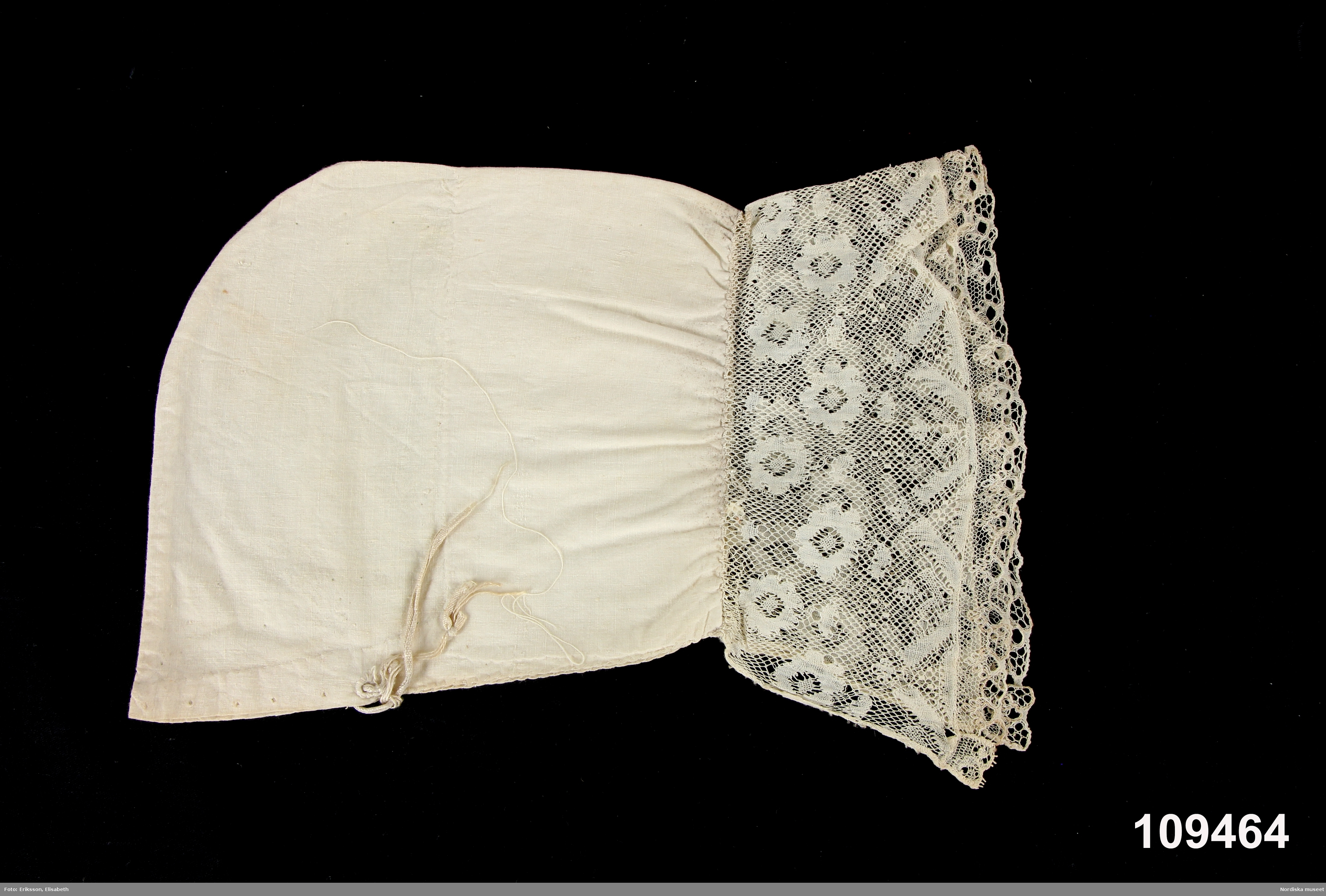

В XVIII веке отдельные производители кружев на коклюшках продавали свои изделия разносчикам, но в XIX веке кустарное производство было вытеснено промышленным, в котором доминировала Анна Элизабет Хартвик (1796–1882), проживавшая в Вадстене. Хартвик покупала кружева у многих кружевниц Вадстены и продавала их через свой магазин и через нанятых ею продавцов по всей стране. Через свою сотрудницу Катарину Андерсдоттер она продавала кружева королеве Луизе Нидерландской и шведскому двору.

## Выставки
Вадстенское кружево впервые было представлено на Всемирной выставке в Париже в 1855 году, а в Стокгольме в 1866 году. На Всемирной выставке 1900 года в Париже в шведском павильоне была представлена кружевница, которая плела вадстенское кружево. Кружево ручного плетения потеряло свою популярность в XIX веке с индустриализацией, когда кружево стало изготавливаться машинным способом.

## Современность
В Вадстене находится музей кружева, открытый в 2005 году.